# الموسوعة اليابانية الشاملة (موسوعة نيبونيكا)
الموسوعة اليابانية الشاملة أو موسوعة نيبونيكا (باليابانية: 日本大百科全書) هي سلسلة موسوعية متوقفة، تتناول اليابان وشعبها. تولّت دار النشر شوغاكوكان إصدارها لأول مرة بين عامي 1984 و1989، وصدرت آنذاك في خمسةٍ وعشرين مجلدًا، بعد عشرة أعوام من الإعداد والتحضير. تضمّ الموسوعة أكثر من 130,000 مدخلاً، وقرابة 500,000 فهرس موضوعي، رُتبت جميعها هجائيًا ضمن ما يزيد على 23,000 صفحة. نُشرت النسخة الأحدث منها في عام 1994، في ستةٍ وعشرين مجلدًا، بما يشمل مجلدات الفهارس والملاحق المنفصلة. تجدر الإشارة إلى أن هذه الموسوعة لم تُعد متوفرة في الأسواق، إذ خرجت من التداول الطباعي رسميًا.

## دار شوجاكوكان الناشرة للموسوعة
تأسست دار "شوغاكوكان" عام 1922، وكانت متخصصة في البداية بإصدار الكتب والمجلات التعليمية لتلاميذ المدارس الابتدائية. في عام 1962، أصدرت دار النشر أول موسوعة لها بعنوان الموسوعة اليابانية الكبرى (باليابانية: 日本百科大事典). ومنذ ذلك الحين، استمرت دار النشر في إصدار موسوعات متنوّعة, ومنها: موسوعة العالم بالألوان الطبيعية (1965)، موسوعة اليابان الكبرى جابونيكا (1967)، موسوعة الطفل (1970)، والموسوعة الشاملة للعالم (1972)، وغيرها. من أبرز أعمالها الموسوعية الموسوعة اليابانية الشاملة أو موسوعة نيبونيكا (باليابانية: 日本大百科全書)، وهي سلسلة موسوعية صدرت بين عامي 1984 و1989 في خمسة وعشرين مجلدًا.

## مواضيع الموسوعة
ساهم أكثر من 6,000 من المتخصصين والباحثين في كتابة مقالات الموسوعة اليابانية الشاملة أو موسوعة نيبونيكا، بحيث جعلها تغطي مواضيع تمتد من العلوم الاجتماعية والطبيعية إلى الإنسانيات والترفيه وأنماط الحياة، مع تركيز بارز على المناخ الاجتماعي والثقافي في اليابان. تُعنى الموسوعة بشكل خاص بالمناطق المحلية وتاريخها، إذ تضم 3,325 مدخلاً عن أسماء الأماكن في اليابان. كما تتناول أيضًا البلدان الأجنبية وثقافاتها وتاريخها ومجتمعاتها، مع تسليط الضوء على علاقاتها التاريخية والثقافية والاجتماعية مع اليابان.
يتفاوت طول المقالات في الموسوعة اليابانية الشاملة، فبعضها لا يتجاوز الفقرة الواحدة، بينما يمتد بعضها الآخر لأكثر من صفحتين. وتتميّز المقالات بكونها موقَّعة بأسماء كُتّابها. كما تحتوي الموسوعة على أكثر من 50,000 صورة تُسهم في تعزيز متعة القراءة وفهم المحتوى. تحتوي مقالات العلوم والفنون بشكل خاص على رسوم بيانية، وجداول، وخرائط، وصور من الأقمار الصناعية، وجداول زمنية، وصور فنية، وصور شخصية، مما يجعلها مرجعًا بصريًا ومعرفيًا غنيًا.

## المميزات الخاصة بالموسوعة
إلى جانب المدخلات، تضم الموسوعة ما يُعرف باسم المقالات التعاونية، وهي مقالات يشترك في تأليفها عدد من الخبراء المتخصصين في مجالات علمية متنوّعة، حيث يقدّم كل منهم وجهة نظره العلمية الخاصة، بما يثري الموضوع من جوانب متعددة ويمنح القارئ رؤية شمولية ومعمقة.
من السمات الفريدة للموسوعة اليابانية الشاملة التي لا تكاد تُرى في الموسوعات التقليدية، تلك المداخل الخاصة بالأفعال. فهي لا تقتصر على شرح المعاني المجردة للفعل، بل تتناول استخدامه من منظور ثقافي واجتماعي وعلمي أيضًا. فعلى سبيل المثال، يتناول مدخل الفعل "يمشي" طرائق المشي لدى البشر والحيوانات، وأسبابها، فضلًا عن نتائج التجارب الطبية المتعلقة بالمشي، مما يمنح القارئ فهمًا شموليًا للفعل يتجاوز المعنى اللغوي البسيط.

## الصيغ
فضلًا عن النسخة الورقية للموسوعة، أُتيحت الموسوعة أيضًا بصيغة قرص مدمج وبصيغة قرص رقمي. بلغ عدد المداخل في هاتين النسختين نحو 380,000 مدخلا، وتضمنت محتويات وسائطية شملت نحو 80 مقطعًا مرئيًا، و8,000 صورة، و90 رسمًا متحركًا، و350 مقطعًا موسيقيًا، و60 صورة بتقنية الواقع الافتراضي. غير أنّ جميع هذه الإصدارات الثلاثة من الموسوعة قد أُوقفت عن النشر منذ نوفمبر/تشرين الثاني 2005. تحتفظ المكتبة الوطنية في العاصمة اليابانية طوكيو، بالنسختين الأولى والثانية من الموسوعة.